# NGC 7024
NGC 7024 – grupa gwiazd znajdująca się w gwiazdozbiorze Łabędzia, prawdopodobnie gromada otwarta. Odkrył ją William Herschel 17 października 1786 roku. Znajduje się w odległości ok. 5,7 tys. lat świetlnych od Słońca.